# 정무경
정무경(鄭戊京, 1964년 전라남도 나주시 ~ )은 대한민국의 공무원이다. 

## 학력
- 광주동신고등학교
- 고려대학교 경제학 학사
- 서울대학교 대학원 정책학 석사
- 고려대학교 대학원 행정학 박사

## 경력
- 1987년 11월: 제31회 행정고시 합격
- 2005.09 기획예산처 재정사업평가팀 팀장
- 2006.09 기획예산처 재정분석과 과장
- 2010.02 국회 기획재정위원회
- 2012.01 국무총리실 재정금융기후정책관
- 2013.04 기획재정부 민생경제정책관
- 2014.10 기획재정부 관세정책관
- 2015.10 기획재정부 관세국제조세정책관
- 2015.10 ~ 2017.09 기획재정부 대변인
- 2017.09 ~ 2018.12 기획재정부 기획조정실 실장
- 2018.12 ~ 2020.11 : 조달청장
- 제주국제자유도시개발센터 비상임이사
- 국무총리 규제혁신추진단 자문단 총괄·경제 담당

| 전임 박춘섭 | 제35대 조달청장 2018년 12월 14일 ~ 2020년 11월 1일 | 후임 김정우 |